# روزماري ستيفنسون
روزماري ستيفنسون (بالإنجليزية: Rosemary Stevenson)‏ هي لاعب كرة قاعدة أمريكية، ولدت في 2 يونيو 1936 في بلدة رابير في الولايات المتحدة، وتوفيت في 3 يناير 2017 في Nunica, Michigan ‏ في الولايات المتحدة.